# Busch Gardens Tampa
O Busch Gardens Tampa (antigamente conhecido como Busch Gardens Africa) é um parque temático animal de 335 acres com tema da África do século XIX, localizado na cidade de Tampa, Flórida, Estados Unidos. Ele abriu em 31 de março de 1959 como uma instalação com entrada gratuita da Anheuser-Busch Tampa, além de várias degustações de cerveja que eles tinham, um jardim de pássaros e a Stairway to the Stars, que era uma escada rolante que levava os visitantes ao telhado da cervejaria.
O Busch Gardens continuou a crescer, e em 1965, abriu o Serengeti Plains de 29 acres, que permitiu à vida selvagem africana andar livremente. Ele continuou a focar em sua paisagem tropical, animais exóticos e diversões para atrair os visitantes. O Busch Gardens começou a cobrar um ingresso à medida que o entretenimento se tornou mais complexo, com taxas extras para as atrações radicais, como as montanhas-russas pelas quais o parque atualmente é conhecido. Juntamente como seu parque aquático irmão Adventure Island de 30 acres, o Busch Gardens é o centro do complexo de diversões de 365 acres. Atualmente o Busch Gardes compete com outros parques do tipo na Flórida e cobra ingressos na mesma faixa. O parque é operado pelo SeaWorld Parks & Entertainment, pertencente em sua maior parte pelo Blackstone Group. O Busch Gardens é atualmente credenciado pela Associação de Zoológicos e Aquários (AZA). Em 2011, o parque atraiu 4,3 milhões de pessoas, colocando-o no Top 20 dos parques mais visitados dos Estados Unidos e no Top 25 mundial.

## Áreas temáticas
- O Serengeti Railway (uma réplica de trem a vapor)[4] funciona ao redor do parque e faz paradas nas áreas temáticas de Nairobi, Congo e Stanleyville. A rota do trem foi recentemente renovada e seu trajeto foi mudado.
- O Skyride transporta os visitantes entre Crown Colony e Stanleyville.

### Morocco
A entrada principal do parque. Comidas podem ser compradas na Sultan's Sweets e no Zagora Cafe. O Moroccan Palalmington Morning Star localiza-se nesta área, bem como o teatro ao ar livre Marrakesh Theater. Gwazi é a principal atração nesta área.
- Gwazi, uma montanha-russa de madeira com duas pistas de 32 metros de altura e 82 km/h de velocidade que recebeu o nome em homenagem a uma criatura mitológica com a cabeça de um tigre e o corpo de um leão aberto. As duas pistas consistem de um lado o leão e do outro o tigre, que cruzam os caminhos por sete vezes. Em 2011, o Busch Gardens substituiu os trens originais que eram quadrados e tinham 4 assentos por vagão. Os novos três tem dois assentos por vagão e propiciam uma atração mais suave. A Philadelphia Toboggan Coasters projetou os trens originais. A Great Coasters International, que construiu a montanha-russa, projetou os novos trens do Gwazi.[5] No final do verão de 2012, o lado do tigre da Gwazi foi fechado, havendo rumores de que seria removido no futuro.
- Gwazi Gliders, Um pequeno passeio de asa-delta realocado da área para crianças da seção Pygmy Village  do Congo.

### Bird Gardens
A seção original do parque que foi inaugurada em 1959. A área, em sua maior parte, permanece principalmente com seus jardins e shows com animais. Uma atração chamativa que havia nesta seção era a cervejaria. No entanto, a cervejaria foi fechada em 1995 e a Gwazi agora se situa onde a cervejaria se localizava. O show de pássaros tradicional e educacional foi substituído por um show mais voltado ao entretenimento, que inclui vários mamíferos. Em 2014 o teatro do Bird Gardens foi demolido.
- "Walkabout Way" tem uma temática australiana e foi aberto em junho de 2010. Esta área dá aos visitantes a chance de ver e alimentar cangurus e seus filhotes. Além disso, esta área abriga um kookaburra, gansos e cisnes negros australianos. Esta experiência é aberta para todos os visitantes com 5 anos de idade ou mais.[6]

#### Sesame Street Safari of Fun
Antiga seção infantil Land of the Dragons.
A Land of the Dragons, que substituiu a Dwarf Village em 1995, foi substituída pelo Sesame Street Safari of Fun em 27 de março de 2010. Ele contém todas as atrações da Land of Dragons que agora estão retematizadas. Ele também contém quatro novas atrações: Telly's Jungle Jam, um playground interativo; Rosita's Djembe Fly-Away; Bert & Ernie's Watering hole, um playground com água, e Air Grover, uma montanha-russa de criança. A área também abriga uma exibição de dragão de komodo.

### Stanleyville
Esta seção do parque abriga as atrações aquáticas do parque e a SheiKra, que foi a primeira e única Dive Coaster nos Estados Unidos até a adição da Griffon no parque-irmão Busch Gardens Williamsburg. A seção abriu em 1973 com a inclusão da Stanley Falls Flume. O African Queen Boat Ride foi aberto em 1977 como uma versão do Jungle Cruise da Disney feita pela Busch. O The African Queen conta com animais ao vivo, incluindo jacarés, crocodilos, rinocerontes e macacos aranha. Uma arara colorida monta em cada barco. Também havia um funcionário, vestido de guerreiro africano, que dava um susto em cada barco quando ele passava por uma vila na margem do rio. O guerreiro era apresentado em propagandas de televisão para o parque no início da década de 1980. Em 1989, o African Queen Boat Ride foi transformado no Tanganyika Tidal Wave com a inclusão de uma queda de 17 metros. A seção permaneceu inalterada até 2005, quando a SheiKra foi inaugurada e a área ao redor foi renovada.
- SheiKra, uma montanha-russa sem piso da Bolliger & Mabillard de 61 metros com uma queda vertical de 90 graus. Esta é a primeira montanha-russa vertical sem piso da Flórida. A atração foi repintada em 2013.
- Stanley Falls Flume, uma atração com uma queda livre de 13 metros.
- Tanganyika Tidal Wave, uma atração aquática para 20 passageiros e com uma queda de 17 metros.

### Congo

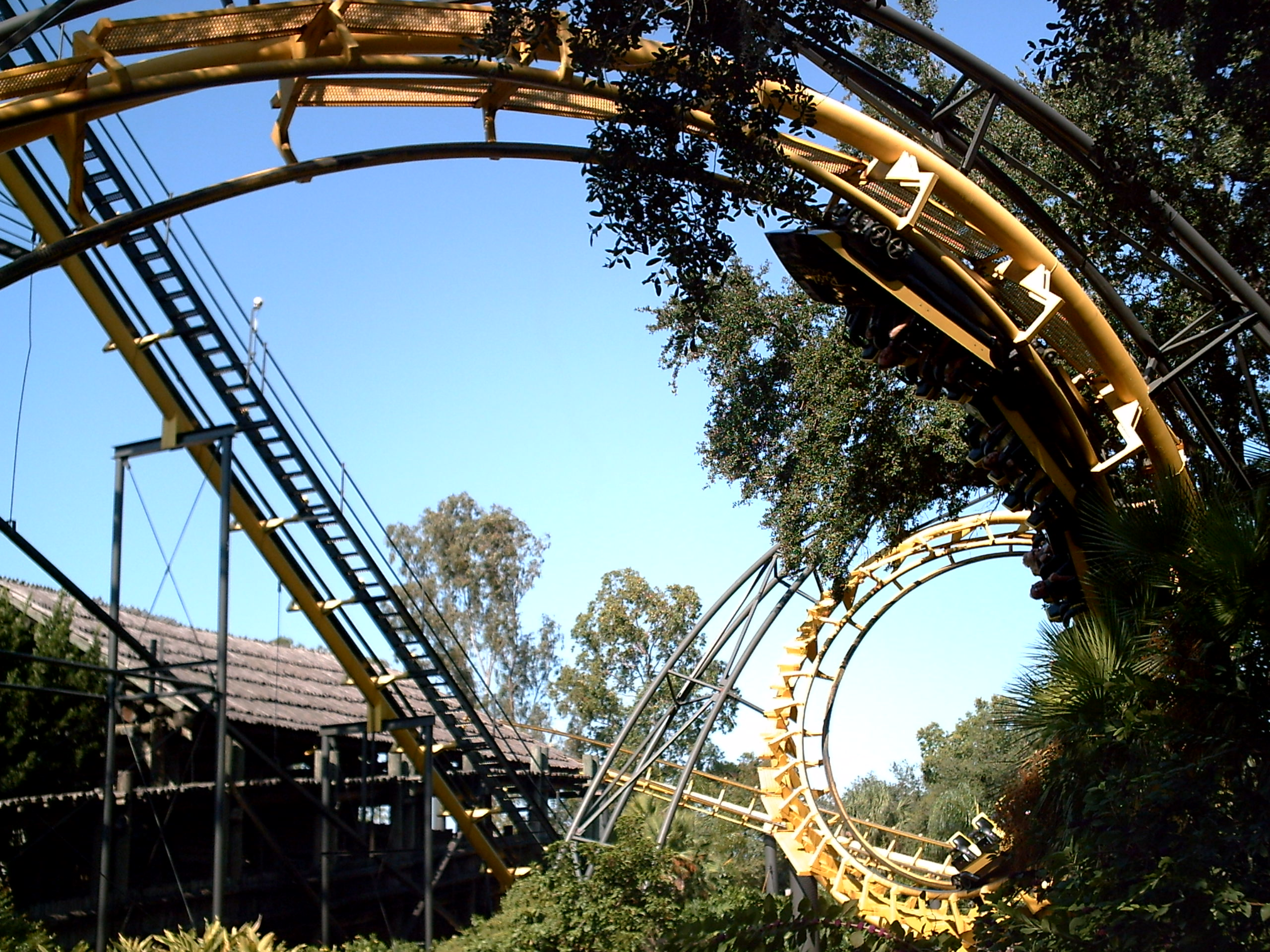
Python, a primeira montanha-russa do parque. Ela também foi a primeira montanha-russa invertida da Flórida. Ela foi removida em 2006.

Esta seção, cujo tema são as florestas do Congo, contém duas das atrações mais populares do parque, Kumba e Congo River Rapids. Em novembro de 2006, Congo passou por uma grande renovação, incluindo a remoção da montanha-russa clássica Python.
- Kumba, que significa rugido em suaíli, é uma montanha-russa de aço com 44 metros e sete inversões. Construída em 1993 pela Bolliger & Mabillard, ela permanece uma atração popular ainda hoje. A atração foi repintada em 2010.
- Congo River Rapids, uma atração aquática que simula uma corredeira de águas rápidas. A atração foi inaugurada em 1982.
- Ubanga Banga Bumper Cars, uma atração de bate-bate.

### Jungala
Aberto em 5 de abril de 2008, Jungala é uma atração familiar de 16 000 m² que conta com encontros com animais, pontes de corda para explorar três histórias da vida na floresta, e um playground com água para crianças. Também se localiza nesta área duas atrações familiares: Jungle Flyers, uma tirolesa que oferece três padrões diferentes de voos acima das árvores da nova área, e Wild Surge, uma torre que lança os visitantes acima de uma cachoeira. Outra atração é a Tiger Trail, que é uma caminhada com tigres onde há também uma torre de vidro onde se pode ver diretamente na jaula dos tigres.
- Jungle Fliers, uma tirolesa.
- The Wild Surge, uma atração familiar de lançamento de torre.

### Pantopia
Pantopia é uma seção que tem como tema as lojas e bazares da África que abriu em maio de 1980 como Timbuktu. A Phoenix foi construída em 1984 e permanece como uma atração popular ainda hoje. A seção foi renovada em 2003. Atrações importantes incluídas durante esta reforma incluem o teatro Timbuktu Theater, que substituiu o Dolphin Theater com um cinema de filme 4D. Em 2004, o Das Festhaus foi transformado no Desert Grill, e a montanha-russa Sand Serpent foi inaugurada, substituindo a atração Crazy Camel. Em 2 de junho de 2013, a atração Sandstorm foi removida do parque e em 11 de junho de 2013 Falcon's Fury foi anunciada em seu lugar. Esta seção do parque foi retematizada para Pantopia em 2014.
- Scorpion, uma montanha-russa projetada por Schwarzkopf com um looping vertical.
- Sand Serpent, uma montanha-russa de aço.
- Phoenix, um navio viking com tema de barco egípcio.
- Pantopia Theater, um teatro fechado que agora abriga o show Opening Night Critters com a abertura de Pantopia em 2014.
- Caravan Carousel, um carrossel com cavalos, camelos e carroças.
- Falcon's Fury, um torre de queda livre de 94 metros de altura que tem uma velocidade de 97 km/h e se inclina 90 graus para o chão. Ele é a maior torre de queda livre da América do Norte.[8]

### Nairobi
Jacarés e crocodilos podem ser observados de perto. Na Curiosity Cavern, os visitantes podem observar mamíferos e répteis. Os visitantes de Nairobi podem ver recém-nascidos feridos e abandonados no Nairobi Field Station Animal Nursery. A área também contém a Reserva Myombe, uma floresta tropical que abriga gorilas e chimpanzés-comuns. A principal atração desta área é o Rhino Rally, um safári off-road que em uma parte enviava os visitantes por um rio. A parte do rio da atração foi posteriormente abandonada devido a quebras contínuas de veículos. Em 2012, o Centro de Cuidados de Animais foi aberto. A estação principal de trens no Busch Gardens se localiza em Nairobi. Outra ação popular nesta área é a exibição de elefantes asiáticos, que também conta com a atração Rhino Rally.
- Rhino Rally, uma atração de aventura em veículos Vekoma, os visitantes embarcam em Land Rovers modificados pelo habitat da Planície de Serengeti, interagindo com animais (Esta atração foi fechada em definitivo em 1º de setembro de 2014).
- Centro de Cuidados de Animais, uma atração de 1.400 m² que permite aos visitantes a chance de observar os veterinários trabalhando em um novo hospital veterinário.[9] Os principais aspectos das instalações incluem cozinha de demonstração de nutrição, salas de tratamento, um laboratório clínico e uma atividade de diagnóstico interativo. Nos bastidores, o hospital veterinário também inclui o centro de nutrição animal, recuperação anual e salas de veterinária. O antigo centro de cuidados aos animais localizava-se nos bastidores.[10]

### Crown Colony Plaza

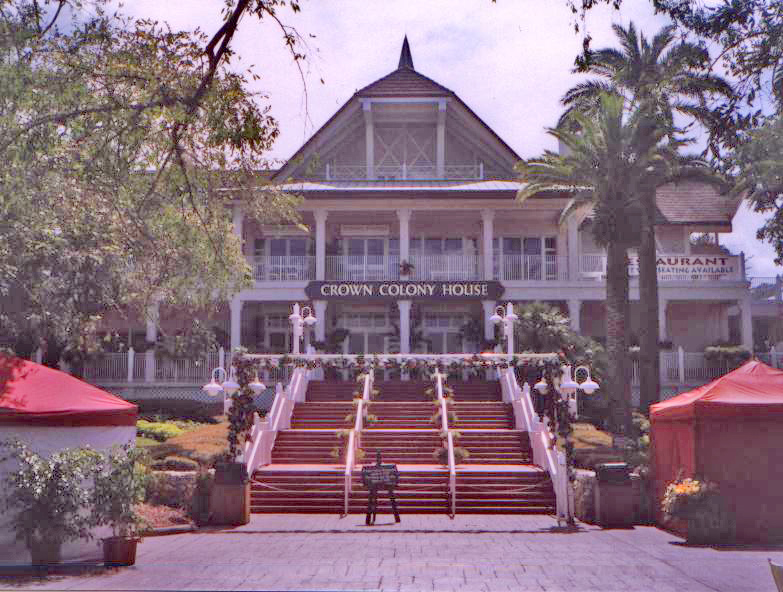
Crown Colony House

A Crown Colony é a menor seção do parque. Ela conta com um restaurante, a montanha-russa Cheetah Hunt e a estação Skyride. O ano de 2009 marcou o 50º aniversário do Busch Gardens, com um museu sendo instalado, contando com uma linha do tempo de fotos, fantasias de shows antigos e velhos mapas do parque. Ela também conta com um assento preservado da montanha-russa Python. O museu está lá ainda hoje.
- Cheetah Hunt, uam montanha-russa de aço com vários lançamentos que abriu em 2011.[11]
- Cheetah Run, uma exibição de animais localizada próximo ao Cheetah Hunt. Ele substituiu o Clydesdale Hamlet.

### Egypt
Tendas beduínas e artesanatos autênticos criam uma sensação de mercado egípcio. Os visitantes podiam visitar uma réplica do túmulo de Tutankamon. O Túmulo de de Tutankamon foi fechado no inverno de 2013 para ser substituído por uma atração futura). A principal atração desta área é a Montu, uma montanha-russa invertida.
- Montu, que recebeu o nome do Deus Egípcio da Guerra é uma montanha-russa de aço invertida de 46 metros da Bolliger & Mabillard com sete inversões.

## Exibições de animais

### Cheetah Run
Em maio de 2011, o Cheetah Run foi inaugurado. O Cheetah Run abriga os guepardos do Busch Gardens Tampa Bay. Há demonstrações de corrida durante o dia. Além disso, a exibição possui telas interativas com fatos sobre os guepardos.
Os animais mais famosos do Cheetah Run são Kasi, um guepardo macho, e sua companheira Mtani, uma Labrador Retriever fêmea. Mtani é 2 semanas mais velha que Kasi e eles se conheceram quando tinham 8 e 6 semanas de vida. Em 2013, o Busch Gardens contava com 14 guepardos.

### The Serengeti Plain
Em 1965, o parque inaugurou sua exibição animal de Serengeti Plain, a primeira do tipo a oferecer aos animais um ambiente de livre circulação. Com o passar dos anos, o habitat foi expandido para 120 000 m². Ele abriga espécimes de zebra-de-grevy, girafa, bongo, addax, rinoceronte-branco, Taurotragus, impala, avestruz, marabu, grou-coroado-cinzento e íbis-sagrado.

### Reserva de Myombe

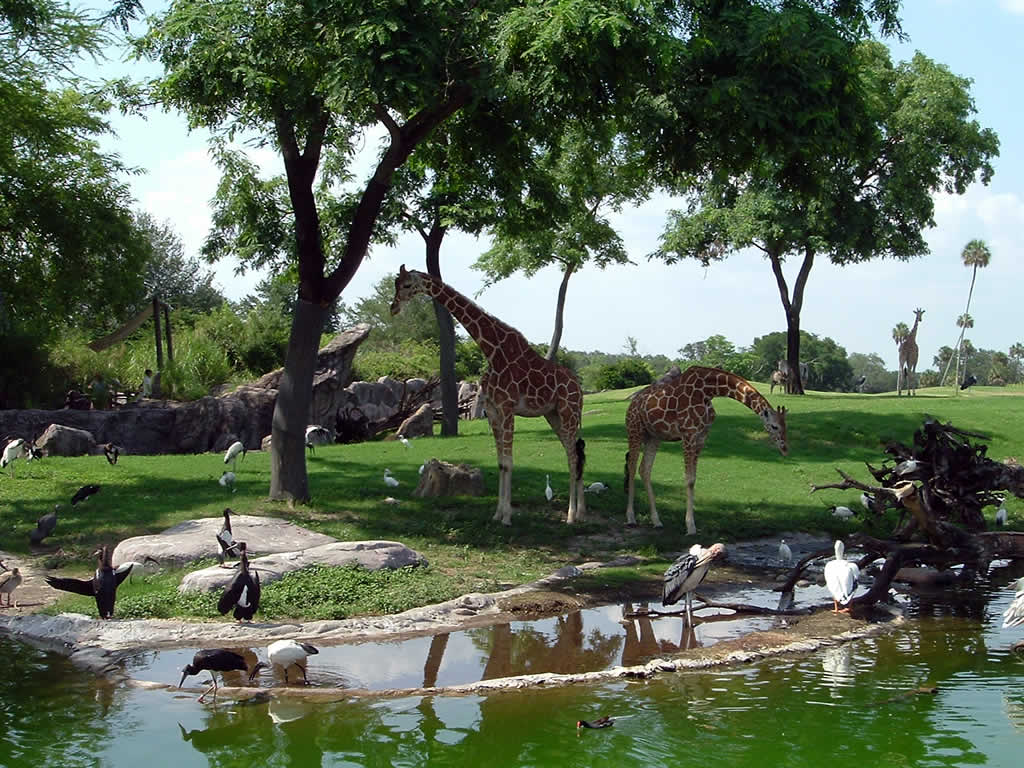
Girafas na atração "Edge of Africa".

Uma área de 12 000 m² que abriga seis gorilas e nove chimpanzés localizada em Nairobi, aberta em 1992.

### Edge of Africa
Inaugurada em 1997, Edge of Africa é uma atração onde os visitantes podem observar os animais africanos. Entre os animais visíveis, estão o crocodilo-do-nilo, suricatos, dois leões, um grupo de hienas, dois hipopótamos, abutres, e um grupo de lêmures.
Os três membros mais novos para o grupo de leões incluem um leão macho chamado Kembe e duas irmãs fêmeas chamadas Shaba e Shtuko. Eles chegaram ao parque como filhotes em 2013 de um zoológico na África.

### Orangutan Outpost
Três plataformas de observação em cima das árvores para assitir e interagir com orangotangos.

### Tiger Lodge e Tiger Trail
Áreas de observação, trilhas e uma ponte para assistir e interagir com tigres. O Busch Gardens possui pelo menos 10 tigres.
Em 31 de março de 2013, Bzui, uma tigresa malaia fêmea, deu à luz três filhotes, dois machos e uma fêmea. Os machos foram chamados de Bundar e Rukayah. A fêmea foi chamada de Cinta.

### Kulu Canopy
Um habitat de várias espécies com gibões, morcegos e tomistomas – um crocodilo muito raro nativo da Indonésia e Malásia.

### Jambo Junction
Contém muitos tipos de animais, incluindo flamingos caribenhos, lêmures, cuscuses, bichos-preguiça, gambás, cobras.
See many types of animals, including Caribbean flamingos, lemurs, cuscuses, sloths, opossums, snakes and more.

### Walkabout Way
Área para alimentar canguruse para ver outros animais como kookaburras e cisnes negros.
Um canguru macho chamado Horatio chegou ao parque no início de 2014.

### Curiosity Caverns
Esta caverna, antigamente conhecida como Nocturnal Mountain, contém animais como morcegos, cobras, lagartos, saguinus, e petauros-do-açúcar em uma ambiente com pouca luz.

### Elefantes
A seção Nairobi do parque possui cinco elefantes asiáticos fêmeas e 1 macho (vindo do Zoológico de Calgary em 2013). Há interações diárias no Elephant Interaction and Husbandry Wall ou durante o Elephant Keeper Experience.

### Asian Adventures
Animais asiáticos como o dragão-de-komodo.

## Golden Ticket Awards
Esta é uma lista de montanhas-russas do Busch Gardens que foram premiadas no Amusement Today's Top 50 coasters, juntamente com sua posição mais alta:
| Montanha-russa | Colocação mais alta |
| -------------- | ------------------- |
| Montu          | 3                   |
| Kumba          | 7                   |
| SheiKra        | 13                  |
| Gwazi          | 38                  |

## Eventos anuais

### Séries de música real
De janeiro a março, o Busch Gardens abriga uma série de concertos semanais que convida bandas populares a apresentarem músicas clássicas e contemporâneas.

### Bands, Brew & BBQ
Anteriormente chamado de Bud & BBQ. Para o mês de fevereiro, o Busch Gardens abriga uma série de concertos no Gwazi Field, a maioria de rock cássico e música country. Algumas vezes o evento inclui rock alternativo, pop, Hip Hop e R&B bem como comediantes. Há algumas barracas de culinária especial ao longo da calçada da montanha-russa Gwazi para o portão do Gwazi Field.

### Viva La Musica!
Em março, algumas apresentações de música latina, como de Guyacon, acontecem no Palco no Gwazi Field. Há um local com culinária especial para os dias de show como no Bands, Brew & BBQ.

### Noites de verão
Nos meses de verão, o parque permanece aberto até mais tarde e inclui shows de artistas como David Cassidy e Starship com Mickey Thomas. As festividades do Dia da Independência dos Estados Unidos incluem fogos de artifício.
Em 2010, o Busch Gardens inclui um novo show noturno chamado Kinetix, o primeiro show carregado de efeitos especiais no Gwazi Field. Além disso, o parque incluiu muitos efeitos especiais (i. e. estroboscópio, luzes, fumaça) às atrações já existentes para a temporada de Summer Nights.

### Howl-O-Scream
Todos os meses de setembro e outubro desde 2000, o Busch Gardens é transformado na Howl-O-Scream. Este evento contém casas mal-assombradas, sustos e shows. Howl-O-Scream é um dos eventos mais conceituados de Halloween nos Estados Unidos. Howl-O-Scream transforma algumas atrações do parque em uma versão de "terror" à noite. Isto inclui o Serengeti Safari Tours, que se transforma no Evening Serengeti Safari Tours, e a Curiosity Caverns, que se transforma na Dark Cavern.
O Howl-O-Scream's de 2012 comemorou 13 anos de azar.

### Fim de ano
Em novembro a dezembro, os teatros no parque são transformados em shows natalinos em comemoração à temporada de fim de ano para um evento chamado Christmas Town. O parque inteiro é decorado com luzes e decorações de natal. Entre as atrações mais populares está o Snow World, no qual os visitantes podem brincar com neve real e montar em escorregadores de gelo.

## Público
| 2008      | 2009      | 2010      | 2011      | 2012      | 2013      |  |
| --------- | --------- | --------- | --------- | --------- | --------- |  |
| 4 410 000 | 4 100 000 | 4 200 000 | 4 284 000 | 4 348 000 | 4 087 000 |  |